# Jerzy Turczynowicz
Jerzy Turczynowicz (ur. 20 stycznia 1915 w Nowym Targu, zm. 4 sierpnia 2007 w Warszawie) – polski inżynier budownictwa lądowego, projektant konstrukcji żelbetowych, donator Fundacji im. Tadeusza Łopuszańskiego.

## Życiorys
Był uczniem gimnazjum w Rydzynie. Po wybuchu II wojny światowej, uczestniczył w działaniach obronnych, po czym dostał się do niewoli. W latach 1945–1976 pracował jako projektant konstrukcji żelbetonowych i kierownik pracowni terenowych w biurze techniczno-budowlanym „Społem”. Był między innymi projektantem PDT Praga (Państwowy Dom Towarowy) w Warszawie.

## Odznaczenia
- Krzyż Kawalerski Orderu Odrodzenia Polski
- Złoty Krzyż Zasługi